# Julie Mijnssen
Julie Auguste Caroline Mendlik-Mijnssen (Amsterdam, 2 juni 1873 - Aerdenhout, 2 december 1936) was een Nederlandse beeldhouwster.

## Leven en werk
Mijnssen, lid van de familie Mijnssen, was een dochter van koopman Joannes Petrus Mijnssen (1839-1899) en Wilhelmine Maria von den Steinen (1850-1906). Ze kreeg in haar jeugd lessen van beeldhouwster Georgine Schwartze. In 1896 werd ze toegelaten tot de Rijksakademie van beeldende kunsten, ze kreeg er onder meer tekenlessen van Nicolaas van der Waay en beeldhouwlessen van Ferdinand Leenhoff. August Allebé, directeur van de Academie, zag in Mijnssen een schilderes, Leenhoff stimuleerde haar echter om in de beeldhouwkunst verder te gaan. Hij inspireerde haar ook om zich in te schrijven voor de Prix de Rome. Mijnssen was de eerste vrouw die de gouden medaille in deze wedstrijd won. Door de prijs werd ze in staat gesteld om een studiereis te maken naar Italië. In Rome leerde ze de Hongaarse schilder Oscar Mendlik (1871-1963) kennen. Het paar trouwde in 1900 in Amsterdam en vestigde zich in 1901 voorgoed in Nederland. In 1904 liet het echtpaar Mendlik-Mijnssen in Aerdenhout een huis met twee ateliers bouwen. Tot hun kleinkinderen behoren Eva Mendlik, de latere beeldhouwster, van wie zij ook portretten maakte, en Johannes Mendlik, president van de Rechtbanken van Breda en Rotterdam.

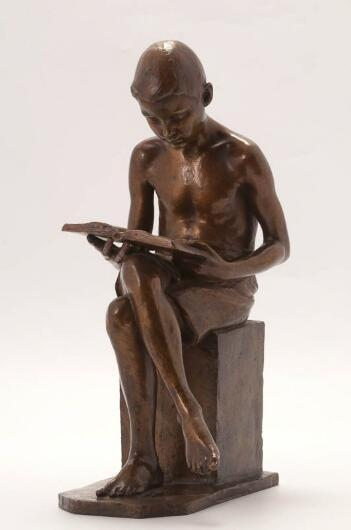
Beeldje van een lezende jongen (1924)

Mijnssens hoofdthema was de mens, ze maakte een aantal bustes (van onder anderen prof. Jacob Rotgans) en na de geboorte van haar eerste kleinkind in 1928 vooral kinderfiguren.